# 长杆菜
长杆菜，又称箭杆白、长梗白菜，是小白菜的一种。菜身长，腰身高，属于十字花科，多生长于气候温和湿润的豫南地区。
长杆菜多用来腌制食用：将长杆菜收回，去掉外层老叶，洗净晾干。待菜叶晒的较为脱水之后，准备一口大陶缸以及足量的碾碎的盐，将长杆菜挽成卷，一层菜一层盐的放入缸中，放满之后，可压上重石，用塑料布将缸口封严，令其发酵。一般过两个星期，长杆菜即可开缸享用。腌制的长杆菜酸甜可口，口味绝佳。